# Mercedes Replinger
Mercedes Replinger González (Murcia julio 1954) es una historiadora del arte, escritora y profesora titular de Historia del Arte Contemporáneo en la Facultad de Bellas Artes de la Universidad Complutense de Madrid.

## Trayectoria profesional
Cursó la carrera de Historia del Arte en la Universidad Complutense de Madrid, y se doctoró con la tesis titulada Pensamiento artístico en las revistas románticas españolas (1835-1855): el programa de restauración de las artes Universidad Complutense de Madrid (1989).
Ejerce como profesora titular de Historia del Arte Contemporáneo en la Facultad de Bellas Artes de la Universidad Complutense de Madrid.
Compagina su labor docente con la publicación de ensayos y el comisariado de exposiciones para diversas instituciones.

### Comisariado de exposiciones
Comisaria de numerosas exposiciones, entre las que destacanː
- Imágenes Yuxtapuestas en la Fundación Argentaria (2000)[3][4]

- Negro en La Caixa de Brasilia (2002)[5]

- Nudos para la Comunidad de Madrid (2002).[6]

En la Bienal de Arte Contemporáneo de la Fundación ONCE se organiza cada año una exposición comisariada por diferentes historiadores y comisarios y presentada al público en diferentes espacios de Madrid. En 2008 la II Bienal de Arte Contemporáneo fue comisariada por Repringer presentada en el Complejo El Águila de Madrid.
Participa en congresos, seminarios y cursos comoː Conciencia histórica y arte contemporáneo celebrado en la Universidad de Salamanca en 2009.

## Publicaciones
Dialnet en su directorio recoge publicaciones de Replinger

### Libros
- Fragmentos y cartografías: [2 al 31 marzo-05, Sala Exposiciones Palacio de Abrantes, Universidad de Salamanca Manuel H. Belver, Manuel Parralo Dorado, Mercedes Replinger González, Ana María Ullán de la Fuente, Universidad de Salamanca, Ediciones Universidad de Salamanca, 2005. 84-7800-548-X
- José Manuel Ciria, A.D.A: una retórica de la abstracción contemporáneaː Galería Salvador Díaz Antonio García Berrio, Mercedes Replinger González, José Manuel Ciria Madrid : TF, 1998. 84-95183-07-2
- Búsquedas en Nueva York José Manuel Ciria, Mercedes Replinger González, Madrid: Roberto Ferrer, 2007[11]

### Artículos
Escribe numerosos artículos sobre las relaciones en la pintura contemporánea entre tradición y vanguardia, en ellos aborda las trayectorias sobre artistas contemporáneos internacionales que han desarrollado su obra principalmente con el lenguaje de la pintura tales como los alemanes Gerhard Richter, Sigmar Polke, o los españoles José María Sicilia, Luis Feito o Dario Villalba y la coautoría del texto sobre José Manuel Ciria ADA una retórica de la abstracción contemporánea.
Escribió críticas y textos de catálogos de artistas españoles de su generación como de la artista Antonia Valero, uno de los títulos fue Blanco sobre blanco. También sobre Pablo Márquez en su exposición en la galería Belarde de Madrid de 2000, cuyo texto del catálogo fue Depósito azul y rosa de memorias fúnebres.
- Los caminos de Arcadia o sobre la utilidad de copiar a Rafael en la pintura moderna. Cuadernos de arte e iconografía, 0214-2821, Tomo 4, N.º. 8, 1991 (Ejemplar dedicado a: Actas de los II Coloquios de Iconografía), págs. 297-302
- El diálogo de María Zambrano y Ramón Gaya en la pintura. Murgetana, 0213-0939, N.º. 83, 1991, págs. 129-136
- Elogio del color Arte, individuo y sociedad, 1131-5598, N.º 3, 1990, págs. 137-146
- La batalla romántica en España. Arte, individuo y sociedad, 1131-5598, N.º 2, 1989, págs. 81-88[14]
- El genio y la Academia en la España romántica Arte, individuo y sociedad, 1131-5598, N.º 1, 1988, págs. 37-42
- Estampas románticas: la muerte del pintor Baese Icónica: revista de las artes visuales, didáctica e investigación, 1130-7684, N.º. 11, 1987, págs. 50-59